# Carlo Silipo
Carlo Silipo (Napoli, 10 de setembro de 1971) é um jogador de polo aquático italiano, medalhista olímpico.

## Carreira
Carlo Silipo fez parte da geração de ouro italiana no polo aquático, campeão olímpico de Barcelona 1992 e prata em Atlanta 1996.